# Ossido di cacodile
Ossido di cacodile è il nome comune del composto metallorganico di formula [(CH3)2As]2O. È un composto tossico di odore molto sgradevole, che è stato a volte usato come legante in chimica metallorganica.
L'ossido di cacodile è un composto di importanza principalmente storica. È considerato il primo composto metallorganico ad essere stato ottenuto in forma relativamente pura, dato che è uno dei componenti del liquido fumante di Cadet, ottenuto per la prima volta nel 1757 da Louis Claude Cadet de Gassicourt facendo reagire acetato di potassio e triossido di diarsenico.